# Миссия sui iuris в Таджикистане

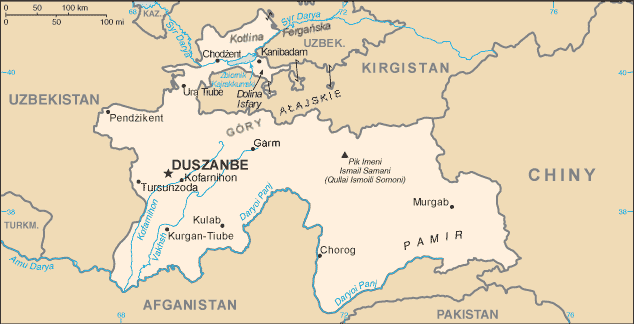
Карта Таджикистана

Миссия sui iuris в Таджикистане (лат. Missio sui iuris Tadzikistaniana) — миссия sui iuris Римско-Католической церкви с центром в городе Душанбе, Таджикистан. Миссия sui iuris в Таджикистане подчиняется непосредственно Святому Престолу и распространяет свою юрисдикцию на всю территорию страны.

## История
29 сентября 1997 года Римский папа Иоанн Павел II учредил миссию sui iuris в Таджикистане, выделив её из апостольской администратуры Караганды (сегодня — Епархия Караганды).
В настоящее время в миссии sui iuris в Таджикистане действуют три католических прихода. В Душанбе действует приход святого Иосифа, в Курган-Тюбе — приход святого Роха и в Худжанде — приход святой Терезы Младенца Иисуса.
Во времена СССР католиков в Душанбе окормлял священник Хартмут Каниа из ГДР, приезжавший к ним под видом туриста.

## Ординарии миссии
- священник Карлос Антонио Авила (29.09.1997 — 19.09.2013)
- священник Педро Рамиро Лопес (с 19 сентября 2013 года)

## Источник
- Annuario Pontificio, Libreria Editrice Vaticana, Città del Vaticano, 2003, ISBN 88-209-7422-3